# فرد کلارک
فرد کلارک (انگلیسی: Fred Clark; ۱۹ مارس ۱۹۱۴ – ۵ دسامبر ۱۹۶۸) یک هنرپیشه اهل ایالات متحده آمریکا بود.

## گزیده فیلمشناسی
از فیلم‌ها یا برنامه‌های تلویزیونی که وی در آن نقش داشته‌است می‌توان به آثار زیر اشاره کرد.
- مخاطره (فیلم ۱۹۴۸) (۱۹۴۸)
- گریه شهر (۱۹۴۸)
- اوج التهاب (۱۹۴۹)
- بازگشت مرزنشین (۱۹۵۰)
- سان‌ست بلوار (۱۹۵۰)
- خانم اومالی و آقای مالون (۱۹۵۰)
- مکانی در آفتاب (۱۹۵۱)
- چگونه می‌توان با یک میلیونر ازدواج کرد (۱۹۵۳)
- بابا لنگ‌دراز (۱۹۵۵)
- دادگاه نظامی بیلی میچل (۱۹۵۵)
- ماردی گرا (فیلم ۱۹۵۸) (۱۹۵۸)
- پشت درهای بسته (فیلم ۱۹۶۱) (۱۹۶۱)
- ماجراهای یک مرد جوان همینگوی (۱۹۶۲)
- حوا (فیلم ۱۹۶۸) (۱۹۶۸)
- اسب در کت و شلوار فلانل خاکستری (۱۹۶۸)